# Salim bin Sultan
Salim bin Sultan (Samail, prima dell'11 settembre 1790 – Mascate, 4 aprile 1821) è stato sultano di Mascate dal 1804 al 1806.

## Biografia
Salim bin Sultan nacque a Samail ed era figlio del sultano Sultan bin Ahmad e della sua prima moglie Sayyida Ghanneyeh bint Saif Al-Busaidi.
Venne educato privatamente.
Il padre morì assassinato dai pirati nel 1804. In precedenza aveva nominato Mohammed bin Nasir bin Mohammed al-Jabry come reggente e custode dei suoi due figli, Salim e Sa'id. Il fratello di Sultan, Qais, sovrano di Sohar, decise di tentare di impadronirsi del potere. All'inizio del 1805 Qais e suo fratello Mohammed marciarono verso sud lungo la costa fino a Matrah, che catturò facilmente. Qais iniziò quindi ad assediare Mascate. Mohammed bin Nasir provò a corrompere Qais perché se ne andasse ma non ci riuscì.
Mohammed bin Nasir chiese aiuto a Badr bin Sayf. Dopo una serie di scontri, Qais fu costretto a ritirarsi a Sohar. Badr divenne il sovrano effettivo. Alleato con i wahhabiti, Badr bin Sayf divenne sempre più impopolare. Per allontanare i suoi reparti, Badr nominò Salim bin Sultan governatore di Al Maşna'ah, sulla costa di Batinah e Sa'id bin Sultan governatore di Barka'. Nel 1816 Sa'id bin Sultan attirò Badr bin Saif a Barka' e lo uccise nelle vicinanze della città. Sa'id fu proclamato sovrano.
Sa'id bin Sultan divenne l'unico sovrano, apparentemente con il consenso di suo fratello. La loro zia, la figlia dell'imam Ahmed bin Sa'id, sembra aver influenzato questa decisione. Verso la fine di maggio del 1810 Salim bin Sultan fu inviato in missione in Persia per cercare assistenza nella lotta contro i wahhabiti nel nord dell'Oman.
Ebbe diverse mogli, tra cui una donna del clan Banu Mu'in di Qishm, e quattro figli, tre maschi e una femmina.
Colpito da paralisi, morì a Mascate il 4 aprile 1821.